# Ladislas Douniama
Ladislas Douniama (Brazzaville, 24 maggio 1986) è un calciatore congolese (Repubblica del Congo), attaccante del Rostrenen e della nazionale congolese.

## Palmarès

### Club

#### Competizioni nazionali
- Coppa di Francia: 1

Guingamp: 2013-2014
- Championnat National: 1

Strasburgo: 2015-2016
- Ligue 2: 1

Strasburgo: 2016-2017